# Aa figueroi
Aa figueroi је врста из рода орхидеја Aa из породице Orchidaceae, која је једна од две врсте откривених 2014. године. Aa figueroi расте у Колумбији на висинама од 2600 до 4150 метара на планинама Сиера Невада де Санта Марта, у департманима Кундинамарка и Магдалена